# ياسن (فئة غواصة)
الغواصة من فئة ياسن (بالروسية: 88роект 885 "Ясень"، «شجرة الرماد»؛ لقب تعريف الناتو: "Severodvinsk"، المعروفة أيضًا باسم فئة Graney) هي أحدث غواصة هجومية روسية متعددة الأغراض تعمل بالطاقة النووية.
ومن المتوقع أن تحل محل الغواصات الهجومية الروسية التي تعود إلى الحقبة السوفيتية، كالغواصة أكولا والغواصة أوسكار.

## خلفية تاريخية
تم تصميم غواصة الفئة ياسن من قبل مكتب مالاخيت المركزي للتصميم Malakhit Central Design Bureau والمكون من دمج SKB-143 و TSKB-16، وبدأ العمل على التصميم المبدئي لغولصات الفئة في عام 1977 على أن يكتمل في عام 1985.ومالاخيت هو واحد من ثلاثة مراكز لتصميم الغواصات السوفيتية / الروسية، وذلك جنبا إلى جنب مع مكتب تصميم روبين Rubin Design Bureau ومكتب لازوريت المركزي للتصميم Lazurit Central Design Bureau.
وقد تم البدأ في بناء الغواصة الأولى في 21 ديسمبر 1993، وتدشينها في عام 1995، بينما تم إدخالها الخدمة في العام 1998. ومع ذلك، فقد تأخر المشروع بسبب مشاكل مالية، وقد توقف العمل عن استكمال الغواصة تماماً خلال العام 1996. كما تشير بعض التقارير إلى أنه اعتبارًا من عام 1999، كان ماتم إنجازه من الغواصة لايتجاوز 10 بالمائة. وفي عام 2003، حصل المشروع على تمويل إضافي واستمر العمل على الانتهاء من الغواصة.
في عام 2004 أُفيد بأن العمل في الغواصة كان يمضي قدمًا، ولكن نظرًا للأولوية الممنوحة للغواصة الجديدة من طراز SSBN Dolgorukiy ، فلن تكون الغواصة الأولى من الفئة ياسن ”وتدعى Severodvinsk” جاهزة قبل عام 2010. وفي يوليو 2006، ذكر نائب رئيس اللجنة العسكرية الصناعية، فلاديسلاف بوتلين Vladislav Putilin، أن غواصتين من فئة ياسن ستنضمان إلى البحرية الروسية قبل 2015.
في 24 يوليو 2009، بدأ العمل في الغواصة الثانية من فئة ياسن، وتم تسميتها باسم كازان Kazan. وبعدها بيومين أي في 26 يوليو، أعلنت قيادة البحرية الروسية أنه ابتداء من عام 011، سيتم البدء ببناء غواصة واحدة متعددة الأغراض كل عام، على الرغم من عدم وجود حاجة ملحة لغواصات هذه الفئة.
وفي تقرير صدر في أغسطس 2009 من المكتب الأمريكي للمخابرات البحرية، تم ذكر أن الغواصات من نوع ياسن هي أهدأ غواصات نووية روسية أو صينية معاصرة، أو الأقل قابلية للرصد، ولكنها ليست في هدوء معاصراتها من غواصات البحرية الأمريكية (كفئات سي وولف Seawolf وفيرجينيا Virginia).
في أبريل 2010 أفادت التقارير أن تدشين الغواصة الأولى في 7 مايو قد تأجل لأسباب «فنية».
وقد تم الإعلان عن تدشين أول غواصة من هذه الفئة وبداية التجارب البحرية عليها في سبتمبر 2011.

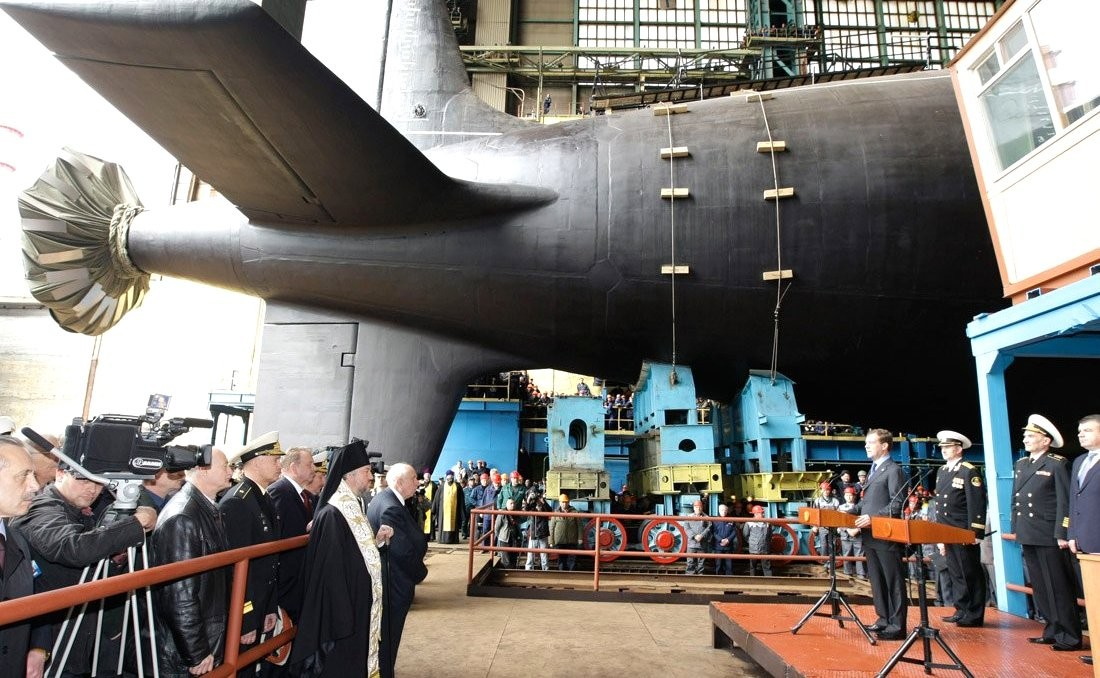
طرح الغواصة الروسية Severodvinsk.

وبدأت الغواصة K-329 Severodvinsk رحلتها الأولى في سبتمبر 2011، وذلك من أجل إجراء التجارب البحرية.
في 9 نوفمبر 2011 وقعت روسيا على عقد لعدد 4 غواصات من طراز ياسن على أن يتم تسليمها بحلول عام 2016.
في 26 يوليو 2013، تم البدء ببناء الغواصة الثالثة، نوفوسيبيرسك Novosibirsk.
في 30 ديسمبر 2013، تم تسليم أول غواصة، سيفيرودفينسك Severodvinsk، إلى البحرية الروسية. وقد أقيمت مراسم رفع العلم عليها في 17 يونيو 2014 بمناسبة إدخالها في خدة البحرية الروسية.
في أكتوبر 2014، قال أحد كبار ضباط البحرية في البحرية الأمريكية، الأدميرال ديف داي جونسون، مسؤول الغواصات ببرنامج القيادة البحرية لأنظمة البحر: "سنواجه منافسين محتملين أقوياء.”

## التكلفة
التقديرات الأولية لتكلفة الغواصة الأولى من فئة ياسن تراوحت بين مليار وملياري دولار أمريكي.

وفي عام 2011 أفيد بأن تكلفة الغواصة الأولى (سفيرودفينسك Severodvinsk) كانت 50 مليار روبل (حوالي 1.6 مليار دولار أمريكي)، في حين أن الغواصة الثانية (كازان Kazan) تم تقدير تكلفتها بحوالي 110 مليار روبل (حوالي 3.5 مليار دولار أمريكي).

## الوصف

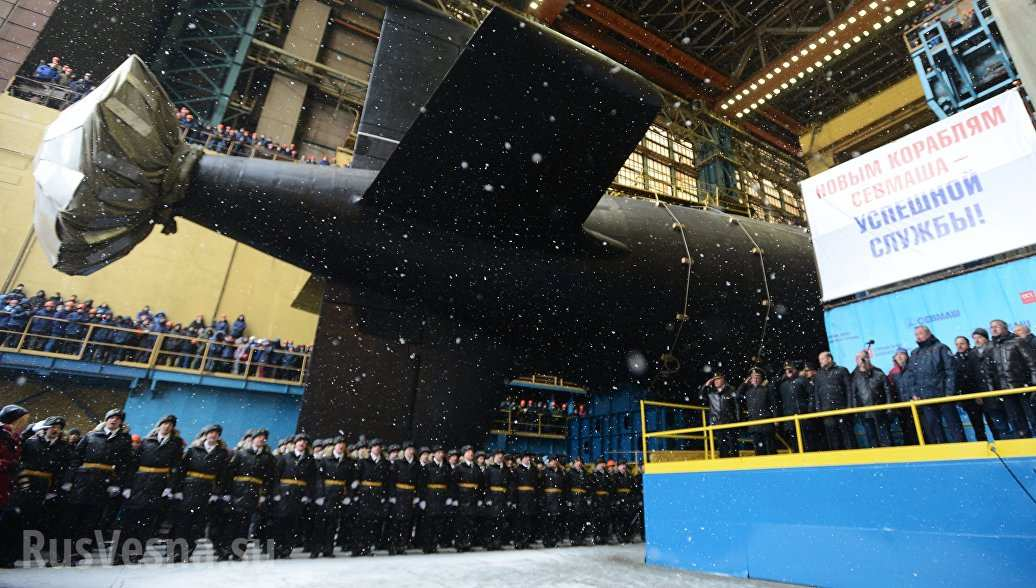
الغواصة كازان Kazan.

أراد الروس أن يكون تصميم هذه الفئة من الغواصات هو أحدث ما توصلت إليه التكنولوجيا. ولذا أتت الغواصة النووية من فئة ياسين مسلّحة بصواريخ كروز لمهاجمة الأهداف البرية، وصواريخ مضادة للسفن، وطوربيدات مضادة للغواصات. (التسليح)
هذه الفئة هي أول غواصة روسية مجهزة بسونار كروي Spherical Sonar تم تصميمه تحت اسم MGK-600 Irtysh-Amfora وقد تم اختباره على إحدى الغواصات المعدلة من فئة يانكي Yankee class. وتتكون منظومة السونار من صفيف كروي، ومصفوفات جانبية ومصفوقة مسحوبة (مجرورة). ونظرًا للحجم الكبير لهذه المجموعة الكروية، فقد تسبب هذا في أن تأتي أنابيب الطوربيد مائلة.
تم بناء هيكل الغواصة من الفولاذ منخفض المغناطيسية، وذلك بغرض تقليل البصمة المغناطيسية. وحجم الغواصة أصغر من نظيراتها من فئة أكولا ولكنها تمتلك قوة نيرانية أكبر. والطاقم البشري للغواصة لايتجاوز نصف عدد طاقم الغواصة الهجومية الأمريكية فئة فرجينيا Virginia Class والتي تضم 120 فرداً في طاقمها، وقد يشير هذا إلى درجة عالية من الأتمتة في أنظمة الغواصة المختلفة.

## التسليح
غواصات الفئة ياسن مجهزة بخلايا إطلاق عمودية، وأنابيب لإطلاق الطوربيدات. ويخلف التسليح قليلاً مابين المشروعين Yasen projrct 855 و Yasen-M ولكن يتفق تسليح كلا المشروعين في تهيئة القدرات لمكافحة الغواصات وناقلات الطائرات والأهداف الساحلية بكفاءة.

### تسليح الفئة Yasen-M
تحتوي غواصات ياسن Yasen-M على كل من:
- 10 خلايا إطلاق عمودي VLS
- 8 أنابيب طوربيد (عدد 6 أنابيب بقطر 650 ملم، و2 بقطر 533 ملم)

ومن خلال هذا التجهيز يمكن لغواصات الفئة التسلح بكل من:
- طوربيدات تايب 65
- طوربيدات تايب 53
- صواريخ بي-800 أونيكس P-800 AShM المضادة للسفن.
- صواريخ Klub AshM مضادة للسفن.
- صواريخ كاليبر Kaliber LACM لمهاجمة الأهداف البرية.

## روابط خارجية
مادة فيلمية بعنوان: مدمرة الأعماق